# Larry Carberry
Lawrence James Carberry, detto Larry (Liverpool, 18 gennaio 1936 – 26 giugno 2015), è stato un calciatore inglese, di ruolo difensore.

## Carriera

### Club
Ha giocato con Ipswich Town, Barrow e Burscough.

## Palmarès

### Club

#### Competizioni nazionali
- Campionato inglese: 1

Ipswich Town: 1961-1962
- Campionato inglese di seconda divisione: 1

Ipswich Town: 1960-1961
- Third Division South: 1

Ipswich Town: 1956-1957